# Ormosia moravica
Ormosia moravica là một loài ruồi trong họ Limoniidae. Chúng phân bố ở miền Cổ bắc.